# ENUM
ENUM – system, którego celem jest integracja numerów telefonicznych i adresów używanych w Internecie. Podstawowa realizacja systemu polega na rejestracji w systemie nazw domenowych (DNS) numerów telefonicznych zgodnych z międzynarodowym standardem zdefiniowanym w Zaleceniu ITU-T E.164.
Z numerem telefonicznym w tym standardzie mogą być kojarzone inne numery telefoniczne, numery faksu, adresy e-mail, strony WWW, pola tekstowe lub klucze PGP należące do abonenta. Dzięki temu abonent może posługiwać się jednym uniwersalnym numerem (identyfikatorem) przy korzystaniu z wielu różnorodnych usług teleinformatycznych.
Alternatywą dla scentralizowanego ENUM jest rozproszony standard DUNDi (Distributed Universal Number Discovery).

## Koordynacja międzynarodowa
Projekt jest koordynowany przez Międzynarodowy Związek Telekomunikacyjny (ITU). Każdy kraj ma prawo do zarejestrowania domeny odpowiadającej swojemu wskaźnikowi międzynarodowemu (np. +48 dla Polski, +44 dla Wielkiej Brytanii itd.) i rozpoczęcia rejestrowania numerów telefonów w tej domenie abonentów z danego kraju.
Według stanu na 2005 około 40 krajów zarejestrowało poprzez ITU swoje strefy numeracyjne w domenie e164.arpa. Nie wszystkie domeny są jednak aktywnie wykorzystywane. Obecnie projekt ENUM rozwija się dynamicznie w kilku krajach, głównie Austrii, Wielkiej Brytanii, Szwecji, RFN, Francji, USA.
W Polsce NASK wycofał usługę ENUM z dniem 31 sierpnia 2019 roku.

## Algorytm konwersji
Algorytm zamiany numeru telefonu (zgodny z E.164) na domenę ENUM na przykładzie numeru z polskiej publicznej sieci telefonicznej 606241570:
- Dodać do numeru telefonu kod kraju: +48 606241570
- Usunąć wszystko z wyjątkiem cyfr: 48606241570
- Wstawić kropki pomiędzy cyframi: 4.8.6.0.6.2.4.1.5.7.0
- Odwrócić porządek: 0.7.5.1.4.2.6.0.6.8.4
- Dodać strefę o nazwie e164.arpa
- Ostatecznie dostajemy pełną domenę ENUM: 0.7.5.1.4.2.6.0.6.8.4.e164.arpa